# Седкыркещ
Седкыркещ (коми Сьöдкыркöтш — «Чёрный обрыв») — посёлок городского типа в Республике Коми Российской Федерации. Входит в состав городского округа Сыктывкар. Расположен на правом берегу реки Вычегды. Свое название поселок получил по обрывистому берегу реки.
Население 1958 жителей (2010 год).
Статус посёлка городского типа — с 1974 года.

## История
Решение о строительстве поселка было вынесено в мае 1947 года, а в октябре уже начали возводить первый дом. Лес рубили на месте и строили. В тяжелое послевоенное время работали по 12 часов, а вечером отмечались у военного коменданта. Наравне со взрослыми работали дети 13-14 лет. Вскоре были построены склады, бани, первая пилорама. Стали расширяться лесозаготовки. Для вывоза древесины были завезены 60 лошадей и для них потом уже построили 2 конюшни. В 1948 году здания школы ещё не было, и классы располагались в разных домах. Магазин, аптека, столовая, почта и клуб появились в 1950 году. В настоящее время основного производства нет в связи с реорганизацией в 1990 году. Сплава нет в связи с закрытием молевого сплава на реке Вычегда. В существующих учреждениях в основном задействован женский труд на объектах образования, дошкольного образования, культуры и т. д. Вновь работает пилорама. Пилят материал для нужд населения и заготавливают дрова. В 2013 году был приобретен новый теплоход «Усть-Сысольск». В 2014 году были построены две детские площадки.
28 июня 2015 года поселок Седкыркещ отметил 70-летний юбилей.

## Население
| 1979  | 1989  | 2002  | 2009  | 2010  | 2012  | 2013  |
| ----- | ----- | ----- | ----- | ----- | ----- | ----- |
| 2273  | ↗2412 | ↘2075 | ↘1963 | ↗1999 | ↘1981 | ↘1979 |
| 2014  | 2015  | 2016  | 2017  | 2018  | 2019  | 2020  |
| ↘1953 | →1953 | ↘1936 | ↘1914 | ↘1889 | ↘1851 | ↘1815 |
| 2021  | 2024  |       |       |       |       |       |
| ↘1335 | ↘1259 |       |       |       |       |       |